# Distretto di Langkawi
Il distretto di Langkawi è un distretto della Malaysia, fa parte dello stato del Kedah e il suo capoluogo è Kuah.